# Хольтиц, Дитрих фон
Дитрих фон Хольтиц (нем. Dietrich von Choltitz; 9 ноября 1894 — 4 ноября 1966) — германский генерал от инфантерии. Известен как последний немецкий комендант Парижа, отказавшийся выполнить приказ Гитлера сравнять город с землёй и уничтожить основные достопримечательности (включая Эйфелеву башню). За это его нередко называли спасителем Парижа. В октябре 1944 года, находясь в плену в Англии, в записанном без его ведома разговоре признал свою ответственность за уничтожение евреев в СССР во время Второй мировой войны.

## Военная карьера
Фон Хольтиц оказался в армии за несколько месяцев до начала Первой мировой войны, во время которой начал своё восхождение по служебной лестнице. Затем служил Веймарской республике.
Во время Второй мировой войны первым его сражением стала Польская кампания вермахта, затем Битва за Роттердам в 1940 году, во время которой подчинённые фон Хольтица должны были овладеть ключевыми мостами. Затем он принимал участие в операции «Барбаросса», кровавом сражении под Севастополем (в котором его войска понесли большие потери, а сам Дитрих был ранен) и Курской битве.
В марте 1944 года переведён в Италию, где участвовал в противодействии Анцио-Нетуннской операции союзников. С июня 1944 года сражался на Западном фронте во Франции, где возглавил LXXXIV армейский корпус и пытался помешать наступлению союзников.

## Комендант Парижа
1 августа 1944 года он был произведён в генералы от инфантерии, а уже 7 августа — в военные губернаторы Парижа. Фон Хольтиц получил приказы Гитлера уничтожить все исторические и религиозные здания в городе. Позднее он говорил, что не выполнил этих распоряжений, так как в этом не было никакого военного смысла, Париж он полюбил, а самого фюрера к тому времени считал безумцем. 15 августа началась забастовка парижской полиции. Через несколько дней комендант сначала подписал перемирие и прекращение огня, проигнорированные, впрочем, некоторыми группами Сопротивления, а затем сдался 25 августа Свободной Франции.

## После войны

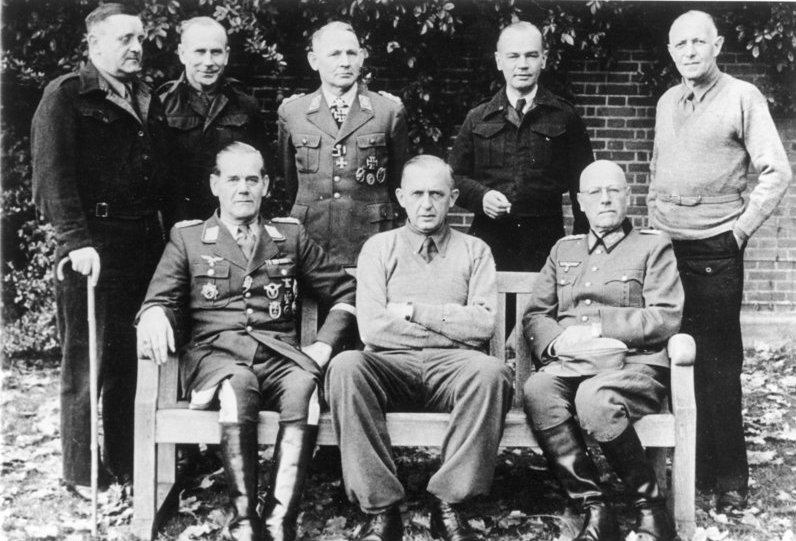
Фон Хольтиц (стоит слева) в плену в Трент-Парке, Англия

Содержался сначала в Англии, затем в США. В 1947 году освобождён союзниками. В 1951 году написал мемуары. После войны, в 1956 году, он посетил свою бывшую ставку в парижском отеле. Скончался через десять лет после этого от продолжительной болезни в Баден-Бадене, в Западной Германии. На похоронах генерала присутствовали французские офицеры высокого ранга.

## Награды
- Железный крест (1914) 2-го и 1-го класса (Королевство Пруссия)
- Военный орден Святого Генриха рыцарский крест (26 декабря 1917) (Королевство Саксония)
- Орден Альбрехта рыцарский крест 2-го класса с мечами (Королевство Саксония)
- Орден Заслуг рыцарский крест 2-го класса с мечами (Королевство Саксония)
- Нагрудный знак «За ранение» (1918) в серебре (Германская империя)
- Почётный крест Первой мировой войны 1914/1918 с мечами (1934)
- Медаль «В память 1 октября 1938 года» с пряжкой «Пражский замок»
- Медаль «За выслугу лет в вермахте» с 4-го по 1-й класс
- Пряжка к Железному кресту (1939) 2-го и 1-го класса
- Нагрудный знак «За ранение» (1939) в золоте
- Нагрудный штурмовой пехотный знак
- Рыцарский крест Железного креста (18 мая 1940)
- Немецкий крест в золоте (8 февраля 1942)
- Крымский щит (июль 1942)
- Орден Звезды Румынии большой офицерский крест с мечами (февраль 1943) (Королевство Румыния)
- Орден Михая Храброго 3-го класса (май 1943) (Королевство Румыния)

## В культуре
- «Горит ли Париж?» — франко-американский фильм 1966 года;
- «Дипломатия» — франко-немецкий фильм 2014 года;
- Secrets of the Dead: Bugging Hitler's Soldier's[2] — документальный фильм;
- «Commandos 2: Men of Courage» — миссия «Париж горит?».